# Pharmacie militaire
La pharmacie militaire est un des modes d'exercice de la pharmacie.
En France, les pharmaciens militaires ont un statut particulier, celui de « pharmacien des Armées ».
Accessible sur concours sélectif dès la fin de la Terminale, les futurs pharmaciens militaires sont formés pendant 5 ans à l'École de Santé des Armées à Bron (69) puis 1 année à l'École du Val de Grâce à Paris. En plus de leurs obligations militaires, ils suivent les cours de la faculté de pharmacie de Lyon (ISPB). Durant leurs années sur la « Boate » (surnom de l'ESA), les futurs pharmaciens militaires (dits les « Potards »), sont au grade d' "Elève Officier Pharmacien" la première année et au grade d' "Aspirant Pharmacien" les 5 années suivantes. Leur couleur associée est le <=vert=>.
Durant leur formation, ils sont formés au sauvetage au combat et à toute la pratique de base qu'un militaire doit avoir. Des brevets militaires leur sont accessibles comme le brevet de parachutiste ou bien encore le stage d’aguerrissement au centre d’entraînement en forêt équatoriale.
À la fin de leur étude, les pharmaciens militaires sortent au grade de Capitaine. Plusieurs carrières leur sont ouvertes : dans le ravitaillement, dans la recherche, dans les risques NRBC, dans les Hôpitaux (HIA), à la Pharmacie Centrale des armées, dans la gendarmerie scientifique ou bien encore dans des postes de cadres administratifs.
Maillon essentiel de la chaîne médicale, les Pharmaciens militaires participent à l'élaboration des antennes médicalesen Opération Extérieure ou Intérieure (avec la crise liée au Covid19 et à l'établissement d'un hôpital de Campagne à Mulhouse). Ils permettent également une indépendance de l'armée française vis-à-vis des industries pharmaceutiques grâce à leur propre production de médicaments à Orléans. Enfin, le pharmacien militaire, grâce à des techniques de pointe permet la conception de concepts et objets permettant d'améliorer la sécurité des combattants.
Interarmées, l'armée française compte actuellement environ 180 Pharmaciens d'active.

## Histoire
La médecine, la chirurgie et la pharmacie étaient tous les trois à l'origine un seul et même art exercé par les mêmes hommes.
Lorsque l'art de guérir fit des progrès, on a été obligé de diviser l'art en plusieurs branches différentes. Ce qui conduira celui-ci à la perfection dont il est susceptible. Alors, dès que la pharmacie devient une profession séparée en plusieurs branches, on sentit une nécessité de soumettre la pharmacie à des lois sages et invariables, dont tous les gouvernements ont étendu leur sollicitude sur la santé et la vie des hommes.
En France, Charles VIII et ses successeurs jetèrent les premiers fondements de la police de la pharmacie. Cela ne fut que sur la fin du règne de Louis XIII. À cette époque, Richelieu reprenait l'organisation de l'hôpital ambulant (c'est-à-dire ambulance) créé par Sully en 1597 lors du siège d'Amiens. Il venait alors de doter l'armée de son premier hôpital sédentaire qui est l'hôpital de Pignerol. Cet hôpital comprenait deux apothicaires, Perdreau et Laforest en 1630.
Mais si la pharmacie existait donc bien dès cette époque, il faut aller jusqu’à Colbert et à Louvois et même au-delà pour trouver, avec une organisation régulière des hôpitaux militaires, ses attributions nettement définies. On peut considérer comme date clef celle du 17 janvier 1708, date à laquelle un Édit Royal crée un Service de santé permanent qui dépend du service de l'Intendance. Mais son acte de naissance réel date du Règlement du 20 décembre 1718 qui institua un Corps d'officier de santé et précisa les fonctions et attributions des médecins, chirurgiens et apothicaires.
Ce règlement, entre autres dispositions, faisait état pour la première fois, de la nécessité de la création près de chaque hôpital d'un jardin de plantes médicinales. En 1788 est créé un Conseil de santé qui comprend six officiers de santé supérieur comprenant deux pharmaciens : Bayen et Parmentier.
La Révolution française donne l’égalité aux trois professions : pharmaciens, chirurgiens et médecins. Mais il n’y a pas encore de cadres réguliers. L’effectif est variable suivant l’importance des armées. L’avancement a lieu exclusivement au choix. L’année 1800 marque, pour le service de santé, un recul qui ira s’accentuant sous l’Empire. En 1811, les officiers de santé sont mis sous la dépendance des intendants généraux, des commissaires ordonnateurs et ordinaires des armées. Peu après la fin de l’Empire, le service de santé est à nouveau réorganisé et le sera à plusieurs reprises par la suite.
En 1911 l’armée de réserve disposait de 4 065 médecins et de 1 230 pharmaciens et l’armée territoriale comptait 5 386 médecins et 883 pharmaciens.
La guerre de 1914-1918 a grandement justifié leur utilisation. Les pharmaciens militaires se sont montrés indispensables non seulement au point de vue professionnel, dans les laboratoires de chimie et de bactériologie du Service de Santé et de l'Intendance. Mais ils ont encore joué un rôle capital dans l'attaque et la défense des armes chimiques comme les gaz asphyxiants, dans les laboratoires d'usines travaillant pour la défense nationale, dans les Laboratoires du Service Postal pour déceler les messages à l'encre sympathique, dans différentes récupérations des matières premières, dans la fabrication d'huiles nouvelles, etc.

## Quelques figures de la pharmacie militaire depuis le18esiècle
- Pierre Bayen (1725-1798)
- Antoine Parmentier (1737-1813)
- Gabriel-François Villette (1744-1816)
- Bertrand Pelletier (1761-1797)
- Charles-Jean Laubert (1762-1834)
- Jean-Antoine Laudibert (1772-1840)[5]
- Georges Serullas (1774-1832)
- Joseph Bienaimé Caventou (1795-1877)
- Antoine Baudoin Poggiale (1808-1879)
- Auguste-Nicolas-Eugène Millon (1812-1867)
- François-Zacharie Roussin (1827-1894)
- Louis-Carle Gessard (1850-1925)[6],[7]
- Joseph-Antoine-Félix Balland (1845-1927)
- Pharmacien colonel Numa Cyrille Laffitte : Parrain de la promotion 1944 de l'École d'application du service de santé des troupes coloniales dit Le Pharo[8]
- Pharmacien capitaine des TDM André BRANCOURT : Parrain de la promotion 1960 de Santé Navale
- Pharmacien colonel des TDM Gauthier PILLE : Parrain de la promotion 1978 de Santé Navale
- Pharmacien lieutenant Jean HERNETTE : Parrain de la promotion 1995 de Santé Navale